# Futebolista Italiano do Ano
O título Futebolista do Ano é um prêmio anual organizado pela Associazione Italiana Calciatori, dado ao melhor jogador italiano de futebol profissional na Serie A. O prêmio é parte do "Oscar del Calcio".

## Vencedores
| Ano  | Jogador              | Clube                  |
| ---- | -------------------- | ---------------------- |
| 1997 | Roberto Mancini      | Sampdoria / Lazio      |
| 1998 | Alessandro Del Piero | Juventus               |
| 1999 | Christian Vieri      | Internazionale         |
| 2000 | Francesco Totti      | Roma                   |
| 2001 | Francesco Totti      | Roma                   |
| 2002 | Christian Vieri      | Internazionale         |
| 2003 | Francesco Totti      | Roma                   |
| 2004 | Francesco Totti      | Roma                   |
| 2005 | Alberto Gilardino    | Parma / AC Milan       |
| 2006 | Fabio Cannavaro      | Juventus / Real Madrid |
| 2007 | Francesco Totti      | Roma                   |